# Engie
Engie — французская энергетическая и газовая компания. Штаб-квартира компании расположена в деловом квартале Дефанс, недалеко от Парижа. В списке крупнейших компаний мира Forbes Global 2000 за 2022 год заняла 171-е место (150-е по размеру выручки, 262-е по чистой прибыли, 166-е по активам и 561-е по рыночной капитализации).

## История
Компания GDF Suez была образована 22 июля 2008 года путём слияния компаний Gaz de France и Suez. 24 апреля 2015 года компания произвела ребрендинг, изменив своё название на Engie S.A. 29 июля 2015 года общее собрание акционеров компании одобрило изменение названия компании с GDF Suez SA на Engie SA. С 31 июля 2015 года соответственно изменился тикер ценных бумаг компании на фондовых биржах Парижа и Брюсселя.
В 2019 году была куплена бразильская газораспределительная компания Transportadora Associada de Gás.
В апреле 2022 года компания списала около 1 млрд евро — свою долю в проекте Северный поток — 2. В то же время заявила о том, что не готова полностью отказаться от российского газа.

## Собственники и руководство
Правительству Франции на апрель 2022 года принадлежало 23,64 % акций.
- Жан-Пьер Кламадьё (Jean-Pierre Clamadieu, род. 15 августа 1958 года) — председатель совета директоров с мая 2018 года; до этого возглавлял бельгийскую химическую группу Solvay.
- Катрин МакГрегор (Catherine MacGregor) — главный исполнительный директор компании с января 2021 года; большая часть карьеры проходила в нефтесервисной компании Schlumberger[6].

## Деятельность
Компания осуществляет деятельность в области генерации, передачи и поставки электроэнергии, транспортировки и поставки природного газа, а также в области альтернативных источников энергии.
Основные подразделения по состоянию на 2021 год:
- Возобновляемая энергетика — ветряные и солнечные электростанции номинальной мощностью 34,2 ГВт (США, Франция, Латинская Америка); выручка 3,7 млрд евро;
- Сети — газораспределительные и электрические сети во Франции и других странах, газохранилища; выручка 6,7 млрд евро;
- Решения в энергетике — строительство и обслуживание энергетических систем (отопление и охлаждение, мини-электростанции, уличное освещение); выручка 9,9 млрд евро;
- Тепловая энергетика — теплоэлектростанции в Европе и Латинской Америке; выручка 4,1 млрд евро;
- Снабжение — газоснабжение во Франции и других странах Европы; выручка 13,2 млрд евро;
- Атомная энергетика — обслуживание 7 реакторов на 2 АЭС в Бельгии; выручка 0,06 млрд евро;
- Прочее — выручка 20,2 млрд евро.

Выручка за 2021 год составила 57,9 млрд евро, из них 18,7 млрд евро пришлось на Францию, 11,1 млрд евро — на другие страны Европы, 4,3 млрд евро — на Латинскую Америку, 0,7 млрд евро — на США и Канаду, 2,0 млрд евро — на Ближний Восток, Африку и Азию.
Помимо этого, Engie принадлежит 35 % компании Suez Environnement (занимающейся управлением отходами и водоочисткой), выделенной из Suez во время её слияния с Gaz de France.

## Спорт
Компания Gaz de France / GDF Suez была спонсором престижного женского теннисного турнира Open Gaz de France / Open GDF Suez, проходившего в Париже ежегодно с 1993 по 2014 год.